# Zenon Sroczyński
Zenon Sroczyński (ur. 23 lipca 1909, zm. 14 kwietnia 1984) – polski piłkarz, obrońca lub pomocnik.
Był pierwszoligowym piłkarzem WKS 22. pp Siedlce oraz Warszawianki. W reprezentacji Polski wystąpił tylko raz, w rozegranym 15 września 1935 spotkaniu z Łotwą, które Polska zremisowała 3:3.